# Peru International 2001
Die Peru International 2001 im Badminton fanden im April 2001 statt.

## Sieger und Platzierte
| Disziplin    | Gold                                 | Silber                                | Bronze                              |
| ------------ | ------------------------------------ | ------------------------------------- | ----------------------------------- |
| Herreneinzel | Tjitte Weistra                       | Guillermo Cox                         | Guilherme Pardo                     |
| Herreneinzel | Tjitte Weistra                       | Guillermo Cox                         | Guillermo Perea                     |
| Dameneinzel  | Lorena Blanco                        | Sandra Jimeno                         | Ximena Bellido                      |
| Dameneinzel  | Lorena Blanco                        | Sandra Jimeno                         | Doriana Rivera                      |
| Herrendoppel | Guillermo Cox José Antonio Iturriaga | Guillermo Perea Gustavo Salazar       | Guilherme Kumasaka Ricardo Trevelin |
| Herrendoppel | Guillermo Cox José Antonio Iturriaga | Guillermo Perea Gustavo Salazar       | Hugo Madsen Guilherme Pardo         |
| Damendoppel  | Felicity Gallup Joanne Muggeridge    | Sandra Jimeno Doriana Rivera          | Ximena Bellido Lorena Blanco        |
| Damendoppel  | Felicity Gallup Joanne Muggeridge    | Sandra Jimeno Doriana Rivera          | Sabrina Cassie Zuedi Mack           |
| Mixed        | Tjitte Weistra Doriana Rivera        | José Antonio Iturriaga Ximena Bellido | Guillermo Cox Lorena Blanco         |
| Mixed        | Tjitte Weistra Doriana Rivera        | José Antonio Iturriaga Ximena Bellido | Guillermo Perea Sandra Jimeno       |